# Hiroši Amano
Hiroši Amano (* 11. září 1960 Hamamacu) je japonský fyzik a odborník na technologii polovodičů. Spolu s Isamuem Akasakim a Šúdžim Nakamurou získal Nobelovu cenu za fyziku za rok 2014. Byla udělena za vývoj modrých světelných diod umožňujících vytvoření nového, ekologického světelného zdroje.
Hiroši Amano vystudoval na Nagojské univerzitě, kde získal doktorát z elektrotechniky roku 1989 a pak ještě několik let po studiu pracoval jako výzkumník. Roku 1992 přešel na Univerzitu Mejdžó v Nagoji, kde se roku 2002 stal řádným profesorem. Roku 2010 se vrátil na Nagojskou univerzitu.

## Vyznamenání a ocenění
- Řád kultury – Japonsko, 2014
- Nobelova cena za fyziku – 2014
- čestný občan prefektury Šizuoka – 2015
- čestný občan města Hamamacu – 2015
- čestný občan prefektury Aiči – 2015